# The Hissing of Summer Lawns
The Hissing of Summer Lawns är ett musikalbum av Joni Mitchell lanserat 1975 på Asylum Records. Albumet har en tydlig jazzprägel, men innehåller även elektroniska instrument som moog, och dess experimentella karaktär lämnade dåtidens rockkritiker frågande. Både Robert Christgau för The Village Voice och Stephen Holden för Rolling Stone var exempelvis splittrade i omdömet av albumet. Det har senare omvärderats och anses numera vara ett av Mitchells mest lyckade album. I en retrospektiv recension av albumet på webbsidan Pitchfork gavs det exempelvis högsta betyg.
Albumet var en av titlarna i boken 1001 album du måste höra innan du dör av Robert Dimery.

## Låtlista
(låttitlar utan angiven upphovsman av Joni Mitchell)
1. "In France They Kiss on Main Street" - 3:19
2. "The Jungle Line" - 4:25
3. "Edith and the Kingpin" - 3:38
4. "Don't Interrupt the Sorrow" - 4:05
5. "Shades of Scarlett Conquering" - 4:59
6. "The Hissing of Summer Lawns" (Joni Mitchell, John Guerin) - 3:01
7. "The Boho Dance" - 3:48
8. "Harry's House / Centerpiece" (Joni Mitchell / Jon Hendricks, Harry Edison) - 6:48
9. "Sweet Bird" - 4:12
10. "Shadows and Light" - 4:19

## Listplaceringar
- Billboard 200, USA: #4[4]
- UK Albums Chart, Storbritannien: #14[5]